# Пал, Мунрадж
Му́нрадж Пал (англ. Munraj Pal, род. 21 апреля 1976 года) — английский профессиональный игрок в снукер индийского происхождения. Проживает в городе Дерби (Англия).

## Карьера
Стал профессионалом в 1995 году, но затем, из-за плохих результатов покинул мэйн-тур. Пал вернулся в тур в сезоне 2007/08 после того, как закончил предыдущий сезон на 5-м месте в рейтинге PIOS. Тем не менее, и в этот раз он не показал значительных достижений, и выбыл обратно в PIOS.
Лучшее достижение Мунраджа Пала — 6-й раунд квалификации на чемпионат мира 2000 года, где он проиграл Дэвиду Грэю со счётом 8:10. Свой лучший брейк — 144 очка — он сделал на квалификации к турниру China Open 2008.
Мунрадж тренируется вместе с Дэвидом Ро и Майклом Холтом.